# Rick Yancey
John Richard "Rick" Yancey, född 4 november 1962 i Miami, Florida, är en amerikansk författare som har nominerats till flera pris för sitt författarskap, bland annat Carnegiemedaljen för ungdomsboken The Extraordinary Adventures of Alfred Kropp.

## Biografi
Yancey växte upp i Miami, Florida, son till en far som var advokat och politiker. Han studerade först vid Lakeland Senior High School och tog sedan examen från Roosevelt University i Chicago. Hans debutroman var A Burning in Homeland.